# Rogersville, Alabama
Rogersville är en kommun (town) i Lauderdale County i Alabama. Vid 2010 års folkräkning hade Rogersville 1 257 invånare.